# Erhard Wetzel

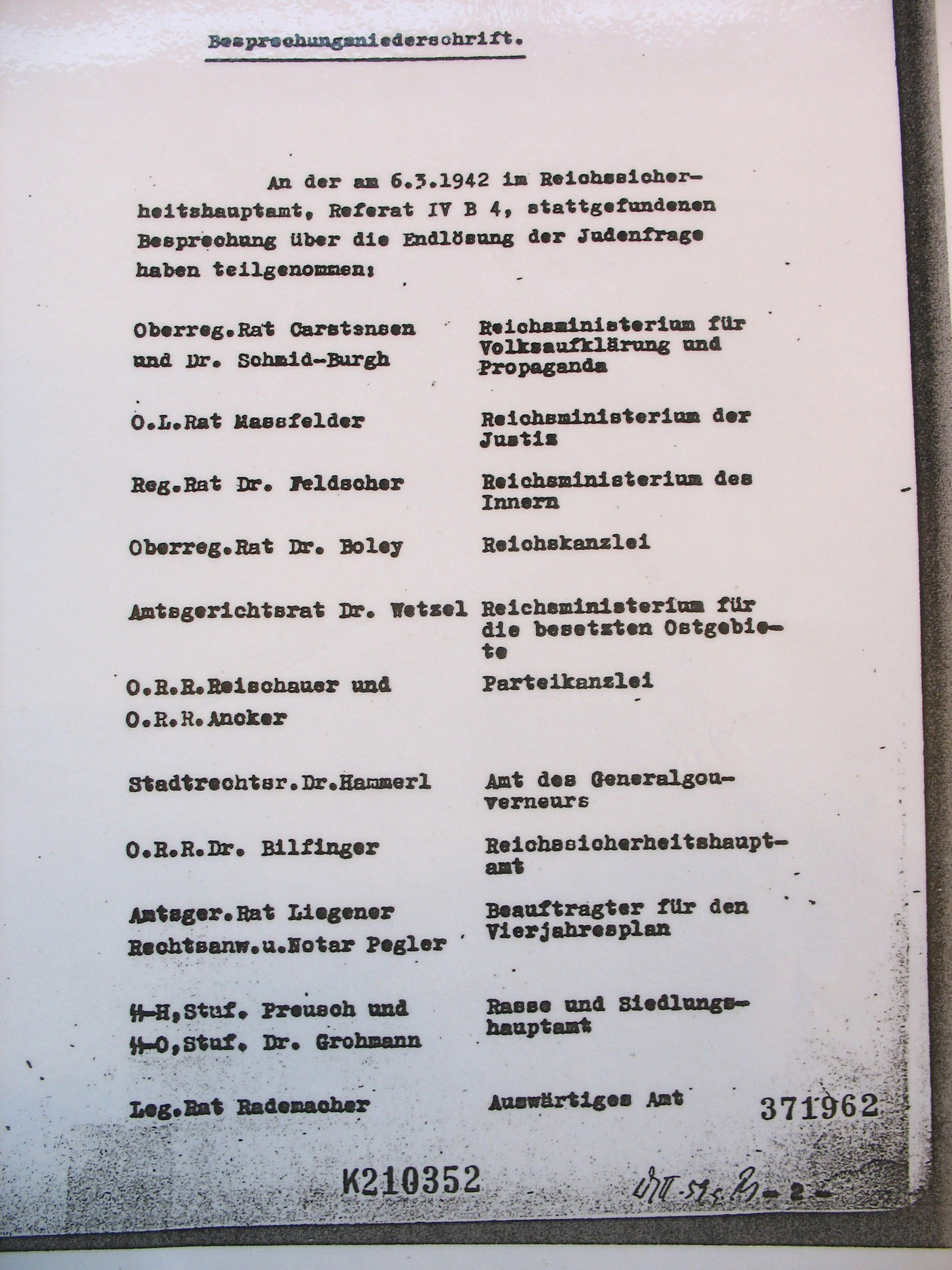
Erhard Wetzel (Amstgerichtsrat Dr. Wetzel) på närvaroförteckning vid konferensen den 6 mars 1942.

Erhard Wetzel, född 7 juli 1903 i Stettin, död 24 december 1975, var en tysk jurist och ämbetsman. Under andra världskriget var han rådgivare i judiska frågor åt Alfred Rosenberg, chef för Riksministeriet för de ockuperade östområdena. Inom ramen för Generalplan Ost beslutade Wetzel vid ett möte med Viktor Brack i oktober 1941 att gasvagnar skulle användas för att mörda judar i Riga och Minsk.
Wetzel deltog i de tre konferenser som följde på Wannseekonferensen, som anordnades den 20 januari 1942. Den första av dessa hölls i RMfdbO:s högkvarter på Rauchstrasse i Berlin den 29 januari 1942. Den andra konferensen ägde rum i RSHA:s lokaler på Prinz-Albrecht-Strasse den 6 mars 1942. Den tredje och sista konferensen hölls den 27 oktober 1942 på Kurfürstenstrasse, där Eichmannreferat, en avdelning (IV:B4) inom RSHA, huserade.